# Malva preissiana
Malva preissiana es una especie de planta herbácea perennifolia perteneciente a la familia  Malvaceae, se encuentra en Nueva Gales del Sur y Queensland en Australia.

## Descripción
Es una planta herbácea perennifolia erecta de 4 m de altura, pubescente; con las hojas anchas-ovadas a orbiculares, de 1-20 cm de largo, cordadas, con 5-7 lóbulos redondeados a agudos, crenulados, aserrados o dentados, con largos pecíolos. Las flores  de color blanco a rosa o lila.

## Taxonomía
Malva preissiana fue descrita por Friedrich Anton Wilhelm Miquel y publicado en Pl. Preiss. 1: 238 1845.
Etimología
Malva: nombre genérico que deriva del Latín malva, -ae, vocablo empleado en la Antigua Roma para diversos tipos de malvas, principalmente la malva común (Malva sylvestris), pero también el "malvavisco" o "altea" (Althaea officinalis) y la "malva arbórea" (Lavatera arborea). Ampliamente descritas, con sus numerosas virtudes y propiedades, por Plinio el Viejo en su Historia naturalis (20, LXXXIV).
preissiana: epíteto
Sinonimia
- Malva behriana Schltdl.
- Lavatera australis Schrad. ex Colla
- Lavatera behriana (Schltdl.) Schltdl.
- Lavatera plebeia Sims
- Malva australiana M.F.Ray
- Althaea plebeia (Sims) Schult. ex Steud. [1]